# 八山田
八山田（やつやまだ）は、福島県郡山市の町丁である。郵便番号は963-8052。

## 地理
郡山市中部の富久山地区に属する。北から西にかけ富久山町八山田、富久山町福原、南で富久山町久保田、富田東、西で八山田西と隣接する。富久山町八山田南東部の一部が八山田土地区画整理事業の換地処分に伴い分離され新設された。南北に縦断する市道福原八山田舘前線、東西に南側を横断する市道荒井八山田線（内環状線）、北側を横断する市道八山田1号線をそれぞれ境に、西側に南より一丁目から三丁目が、東側に北より四丁目から七丁目が設置されている。全体が住宅地で占められており、高校や総合病院が置かれている。富久山町福原に所在する郡山北警察署富久山交番、及び富久山町八山田に所在する郡山消防署富久山分署がそれぞれ管轄にあたる。

### 河川
一級水系阿武隈川水系
- 照内川
  - 八股川

## 沿革
- 1999年3月12日 - 八山田土地区画整理事業の換地処分により富久山町八山田から分離新設される。

## 世帯数と人口
2024年1月1日現在の世帯数と人口は以下の通りである。
| 大字   | 世帯数   | 人口   |
| ------ | -------- | ------ |
| 八山田 | 2051世帯 | 4151人 |

## 小・中学校の学区
市立小・中学校に通う場合、学区は以下の通りとなる。
| 番地               | 小学校                 | 中学校             |
| ------------------ | ---------------------- | ------------------ |
| 一、六、七丁目     | 郡山市立行徳小学校     | 郡山市立行健中学校 |
| 二、三、四、五丁目 | 郡山市立行健第二小学校 | 郡山市立明健中学校 |

## 交通

### 道路
- 国道288号（旧国道4号）
- 一級市道30号荒井八山田線（内環状線）
  - 末広跨道橋
- 一級市道40号八山田1号線
- 一級市道51号福原八山田舘前線

## 施設
- 福島県立郡山北工業高等学校
- 総合南東北病院
- 八山田公園